# José Oscar López García
José Óscar López García (Lorca, 10 de agosto de 1973 - Murcia, 13 de marzo de 2024) fue un artista visual (bajo el seudónimo de Óscar Tropowski), novelista experimental y poeta español.
También ejerció como crítico literario en revistas como El coloquio de los perros, Deriva y Quimera.

## Obra
Sus primeras obras publicadas fueron Los nuevos dioses (2001) y el poemario Agujeros (2002). En narrativa, sus obras principales fueron Los monos insomnes (2013) y Fragmentos de un mundo acelerado (2017).  Su obra poética incluye Vigilia del asesino (2014),Llegada a las islas (2015) y Animal fabuloso (2018). También publicó obras breves como Animal fabuloso de veintisiete letras (2012), el libro electrónico Nosotros, los telépatas (2013), y Lectura de poemas (2016). 
También colaboró como guionista con José Luis Munuera(1995), como ilustrador con Marina Núñez y Cristina Morano en el catálogo Carne (2001),y como escritor con Ángel Zapata en el homenaje a Juan Eduardo Cirlot 8 x 11 sueños (2023). Su último ensayo fue Sólo la ciencia ficción puede salvarnos para el catálogo «Futurama» de Ángel Mateo Charris.
Desde 1998 su obra ha sido incluida en diversas antologías y obras colectivas de narrativa y poesía.
En 2024, año de su fallecimiento, la revista El Coloquio de los Perros le dedicó un número monográfico.